# 戀愛的季節
《戀愛的季節》，為韓國Wavve於2022年9月21日上線的網路劇，改編自WEBTOON同名漫畫《戀愛的季節》，故事以漫畫春之花、夏之花作為主軸，本劇講述主角們高中時期青春、戀愛、悲傷的故事。

## 演員陣容

### 主要人物
| 演員   | 角色   | 介紹 |
| 徐志焄 | 李夏敏 | 長得帥、成績好、性格好的模範學生、載敏的哥哥 |
| 蘇珠妍 | 韓素望 | 西延高中的實習老師、夏敏的女朋友 |
| 金旻奎 | 李載敏 | 夏敏的弟弟 |
| 姜惠元 | 尹小春 | 暗戀李載敏，但怕因為跟好友善熙喜歡上同一個人傷到對方所以說謊喜歡崔珍榮，而隨著謊言產生，伴隨時間與相處，漸漸對珍榮產生好感，最後真心喜歡上對方。 |
| 尹賢秀 | 崔珍榮 | |
| 吳裕珍 | 姜善熙 | |

## 外部連結
- Daum上《戀愛的季節》的資料